# Hochgluck
Hochgluck är en bergstopp i Österrike.   Den ligger i distriktet Schwaz och förbundslandet Tyrolen, i den västra delen av landet, 400 km väster om huvudstaden Wien. Toppen på Hochgluck är 2 573 meter över havet, eller 237 meter över den omgivande terrängen. Bredden vid basen är 1,0 km.
Terrängen runt Hochgluck är huvudsakligen mycket bergig. Runt Hochgluck är det ganska glesbefolkat, med 42 invånare per kvadratkilometer.. Närmaste större samhälle är Innsbruck, 18,2 km sydväst om Hochgluck. 
Trakten runt Hochgluck består i huvudsak av gräsmarker.